# Paradrina clavipalpis
A Paradrina clavipalpis (németből fordított nevén széna-porbagoly) a rovarok (Insecta) osztályának a lepkék (Lepidoptera) rendjéhez, ezen belül a bagolylepkefélék (Noctuidae) családjához tartozó faj.

## Elterjedése
A faj inkább száraz, de meleg, nyílt élőhelyeket kedveli, a doboldalakat, legelőket és kaszálókat. Gyakori Európában, elterjedését lásd az alfajoknál.

## Alfajok
- Paradrina clavipalpis clavipalpis Scopoli, 1763 (Európa, Távol-Kelet, Észak-Afrika)
- Paradrina clavipalpis harappa Hacker, 2004 (Észak-India, Pakisztán)
- Paradrina clavipalpis teidevolans Pinker, 1974 (Tenerife)
- Paradrina clavipalpis pinkeri Kobes, 1975 (Madeira)
- Paradrina clavipalpis fogoensis (Traub & Bauer), 1983 (Zöld-foki-szigetek)

## Megjelenése
- lepke: szárnyfesztávolsága:  21–32 mm. Az első szárnyak alapszíne bézs, az alfajok szerint a világos bézstől a sötétebb árnyalatokig, Észak-Afrikában narancssárgás színezettel. A szárnyak viszonylag keskenyek, szürkés szegéllyel és három fekete folttal.  A hímek hátsó szárnya fényes fehér és kissé áttetsző, a nőstényeké erezettek kissé barnás pici porszerű pöttyökkel, szélén feketések.
- pete: félgömb alakú világos sárga.
- hernyó:  zöldesbarnától a vöröses szürkéig változhat, oldalán sötét szürke.
- báb: vörösesbarna.

## Életmódja
- nemzedék: a különböző éghajlati övezetekben a széles körű elterjedtségének köszönhetően a fejlődés nagyon eltérő. A mediterrán térségben (és valószínűleg a szubtrópusi övezetben) egy évben több nemzedéke lehet, Közép-Európában, általában kettő: az első június körül, a második augusztusban és szeptemberben. A kedvezőtlen éghajlati régiókban és a magas hegyekben csak egy nemzedék alakul ki.
- hernyók tápnövényei: a hernyók polifágok, tápnövényei elsősorban a csillaghúr (Stellaria), a gyermekláncfű (Taraxacum), a harangvirág (Campanula), útifű (Plantago) és az árvacsalán (Lamium). A lárvák a száraz növényi maradványokat is kedvelik, ezért gyakran előfordulnak az istállókban, vagy ahol a friss szénát tárolják. (Innen származik a lepke német és holland neve.)

## Fordítás
- Ez a szócikk részben vagy egészben  a   Heu-Staubeule című német Wikipédia-szócikk fordításán alapul.  Az eredeti cikk szerkesztőit annak laptörténete sorolja fel. Ez a jelzés csupán a megfogalmazás eredetét és a szerzői jogokat jelzi, nem szolgál a cikkben szereplő információk forrásmegjelöléseként.